# 求那跋摩
求那跋摩（梵語：Guṇavarman，367年—431年），意譯功德铠，迦湿弥罗国王子、僧人，佛教譯經師、禪師。

## 生平
20岁时出家。30岁时，国王逝世，没有继承人，众人希望他还俗继位，但求那跋摩拒绝了请求，归隐山林。後至狮子国、闍婆弘法。
沙門慧觀、慧聰等，以元嘉元年九月面啟宋文帝，求迎請跋摩。跋摩經海路至廣州，於始興見虎市山形勢頗似耆闍崛山，故將其改稱為靈鷲山，並在山中建立禪室習禪。元嘉八年（431年）正月，到建业传法，於寺開講《法華》及《十地》。求那跋摩譯出《菩薩善戒》、《曇無德羯磨》、《優婆塞五戒略論》、《三歸及優婆塞二十二戒》，又續出《雜阿毘曇心論》。
於元嘉八年（431年）九月二十八日，圆寂于建康祇洹寺。

## 臨終遺文
臨終前作遺文　偈頌三十六行：

前頂禮三寶　淨戒諸上座　濁世多諂曲　虛偽無誠信

愚惑不識真　懷嫉輕有德　是以諸賢聖　現世晦其迹

我求那跋摩　命行盡時至　所獲善功德　今當如實說

不以諂曲心　希望求名利　為勸眾懈怠　增長諸佛法

大法力如是　仁者咸諦聽　我昔曠野中　初觀於死屍

膖脹蟲爛壞　臭穢膿血流　繫心緣彼處　此身性如是

常見此身相　貪蛾不畏火　如是無量種　修習死屍觀

放捨餘聞思　依止林樹間　是夜專精進　正觀常不忘

境界恒在前　猶如對明鏡　如彼我亦然　由是心寂靖

輕身極明淨　清涼止是樂　增長大歡喜　則生無著心

變成骨鎖相　白骨現在前　朽壞肢節離　白骨悉磨滅

無垢智熾然　調伏思法相　我時得如是　身安極柔軟

如是方便修　勝進轉增長　微塵念念滅　壞色正念法

是則身究竟　何緣起貪欲　知因諸受生　如魚貪鉤餌

彼受無量壞　念念觀磨滅　知彼所依處　從心猨猴起

業及業報果　依緣念念滅　心所知種種　是名別相法

是則思慧念　次第滿足修　觀種種法相　其心轉明了

我於爾焰中　明見四念處　律行從是竟　攝心緣中住

苦如熾然劍　斯由渴愛轉　愛盡般涅槃　普見彼三界

死焰所熾然　形體極消瘦　喜息樂方便　身還漸充滿

勝妙眾相生　頂忍亦如是　是於我心起　真實正方便

漸漸略境界　寂滅樂增長　得世第一法　一念緣真諦

次第法忍生　是謂無漏道　妄想及諸境　名字悉遠離

境界真諦義　除惱獲清涼　成就三昧果　離垢清涼緣

不涌亦不沒　淨慧如明月　湛然正安住　純一寂滅相

非我所宣說　唯佛能證知　那彼阿毘曇　說五因緣果

實義知修行　名者莫能見　諸論各異端　修行理無二

偏執有是非　達者無違諍　修行眾妙相　今我不宣說

懼人起妄想　誑惑諸世間　於彼修利相　我已說少分

若彼明智者　善知此緣起　摩羅婆國界　始得初聖果

阿蘭若山寺　道迹修遠離　後於師子國　村名劫波利

進修得二果　是名斯陀含　從是多留難　障修離欲道

見我修遠離　知是處空閑　咸生希有心　利養競來集

我見如火毒　心生大厭離　避亂浮于海　闍婆及林邑

業行風所飄　隨緣之宋境　於是諸國中　隨力興佛法

無問所應問　諦了真實觀　今此身滅盡　寂若燈火滅